# 星谷寺
星谷寺（しょうこくじ・ほしやでら）は、神奈川県座間市入谷西にある真言宗大覚寺派の寺院。山号は妙法山。院号は持宝院。本尊は聖観世音菩薩で坂東三十三観音第8番札所である。星の谷観音とも称される。
本尊真言：おん あろりきゃ そわか
ご詠歌：障りなす迷ひの雲をふき払ひ 月もろともに拝む星の谷

## 歴史
この寺は、もとは寺の北東にある山頂（現在の座間谷戸山公園・伝説の丘）にあった観音堂の別当寺として建立されたもので、観音堂とともに行基によって創建されたと伝えられる。観音堂は鎌倉時代に焼失し、現在地に移されたと伝えられる。江戸時代には、江戸幕府から朱印状を与えられていた。この寺には、古くから「星谷寺の七不思議」（銅鐘・星の井・楠の化石・咲き分け散りの椿・観音草・根不断開花の桜・下りの紅葉）の言い伝えがある。

## 逸話
星谷寺の七不思議といわれるものがある。
1. 撞木が一つの梵鐘（普通は撞座が二つ、日本三奇鐘の一つ）
2. 咲き分け散り椿（一本の椿より5通りの花が咲き、花弁が一枚ずつ分かれて落ちる）
3. 観音草（別名、田村草。坂上田村麻呂がこの寺の境内にあったこの草で、東北遠征時奇病を治したといわれる）
4. もみじの老木（幹が乳房のようになっている。現在は枯れている）
5. 不断桜（開花期のほか年中どこかの枝に花をつけている）
6. くすの木の化石（揺すると水の音がする）
7. 星の井戸（昼でも星が見える）

　
非公認だが、鎌倉郡座間郷と宝篋印塔に書かれている（高座郡の真ん中に座間は所在している）

## 文化財

### 重要文化財
- 銅鐘[3]

## 所在地
- 神奈川県座間市入谷西三丁目12-22

## 交通
- 小田急小田原線座間駅より徒歩5分

## 前後の札所
坂東三十三観音
7 光明寺　--　8 星谷寺　--　9 慈光寺